# Can Clavell (Sant Pere de Vilamajor)
Can Clavell és una masia de Sant Pere de Vilamajor (Vallès Oriental) protegida com a Bé Cultural d'Interès Local.

## Descripció
Masia del segle xvi, amb carener perpendicular a la façana principal. El cos principal va ser construït el 1547 i ampliat el 1978 donant-li més alçada i desviant el carener provocant una asimetria a la façana, i que la porta principal quedés desplaçada del carener. La masia consta de planta baixa, pis i golfes. També compta amb uns cossos adjacents construïts posteriorment i que tenen la funció de corts i magatzem. Les parets originals són de pedra i fang, i d'obra de fàbrica algunes de les parets laterals. Es troba emplaçada en un entorn paisatgístic de gran valor.